# Жермиње (Јура)
Жермиње (фр. Germigney) насеље је и општина у источној Француској у региону Франш-Конте, у департману Јура која припада префектури Доле.
По подацима из 2011. године у општини је живело 88 становника, а густина насељености је износила 16,18 становника/km². Општина се простире на површини од 5,44 km². Налази се на средњој надморској висини од 234 метара (максималној 254 m, а минималној 220 m).

## Демографија
| 1962. | 1968. | 1975. | 1982. | 1990. | 1999. | 2011. |
| ----- | ----- | ----- | ----- | ----- | ----- | ----- |
| 80    | 84    | 73    | 87    | 79    | 77    | 88    |

График промене броја становника у току последњих година